# Крейн (окръг)
Окръг Крейн (на английски: Crane County) е окръг в щата Тексас, Съединени американски щати. Площта му е 2036 km², а населението - 3996 души (2000). Административен център е град Крейн.